# Tribunosoma discrepans
Tribunosoma discrepans is een hooiwagen uit de familie Gonyleptidae.